# مار بندجورابی شمال غرب
مار بندجورابی شمال غرب (نام علمی: Thamnophis ordinoides) نام یک گونه از سرده مار بندجورابی است.